# Semiothisa testaceata
Semiothisa testaceata là một loài bướm đêm trong họ Geometridae.